# ایو بوآسه
ایو بوآسه (به فرانسوی: Yves Boisset‎; ۱۴ مارس ۱۹۳۹ – ۳۱ مارس ۲۰۲۵) کارگردان فیلم و فیلم‌نامه‌نویس اهل فرانسه بود. وی دانش‌آموختهٔ ایدک بود.
از جمله فیلم‌ها یا مجموعه‌های تلویزیونی که وی در آن‌ها نقش داشته است، می‌توان به پلیس (۱۹۷۰) و تاکسی ارغوانی (۱۹۷۷) اشاره کرد.

بوآسه در ۳۱ مارس ۲۰۲۵، در سن ۸۵ سالگی در بیمارستانی در لوالوآ-پره، فرانسه درگذشت.